# Foppe de Haan
Foppe de Haan (* 26. Juni 1943 in Lippenhuizen) ist ein niederländischer Fußballtrainer. Bis Ende der Saison 2010/11 trainierte er den südafrikanischen Erstligisten Ajax Cape Town und im Jahr 2011 zeitweise die Auswahlmannschaft Tuvalus.

## Karriere
1974 begann de Haan seine Trainerlaufbahn bei VV Akkrum. Bereits kurze Zeit später kam er zum SC Heerenveen, welche er für ein Jahr als Jugendtrainer betreute. Zwischen 1977 und 1985 hatte er weiter Stationen in den Niederlanden. 1985 unterzeichnete er dann nochmals beim SC Heerenveen einen Vertrag. Diesem blieb er bis 2004 treu. Einen Zeitraum, den bisher noch kein Trainer in den Niederlanden überbieten konnte. 1993 führte er den damaligen Zweitligisten in die Eredivisie. 1999 wurde Heerenveen unter de Haan Vizemeister und qualifizierte sich das erste Mal in der Vereinsgeschichte für die UEFA Champions League. Am 10. Mai 2004, nach seinem letzten Spiel, erhielt er den Orden von Oranien-Nassau verliehen.

### Trainer der Jong Oranje
2004 übernahm de Haan das Traineramt der U-21 Nationalmannschaft der Niederlande. Nachdem das Team bei der U-21-Fußball-Europameisterschaft 2004 nicht qualifiziert war, führte er es zwei Jahre später ins Finale der EM 2006. Dort wurde der erste Titel der U-21-Junioren mit einem 3:0 gegen die Ukraine gewonnen. Noch in der Gruppenphase unterlag man dieser Mannschaft. 2007 in den Niederlanden, als Gastgeber und Verteidiger gestartet, wiederholte man diesen Erfolg mit einem 4:1 Triumph über Serbien.

### Trainer der Olympiamannschaft 2008
Durch den Einzug ins Halbfinale der U-21-EM 2007 qualifizierte sich die Niederlande für die Olympischen Sommerspiele 2008. Im Gegensatz zum EM-Turnier 2007 sind bei Olympia Spieler der U-23, sowie drei Akteure, die dieses Alter überschreiten, erlaubt. Haan griff dabei vor allem auf Spieler zurück, die bereits unter ihm U-21 Nationalspieler waren. Darüber hinaus berief er Roy Makaay, Gerald Sibon und Kew Jaliens, die die junge Mannschaft führen sollten.

### Weitere Stationen
Nach seinem Engagement beim KNVB ging de Haan nach Südafrika, wo er den Erstligisten Ajax Cape Town trainierte. Das Team führte er 2010 ins Pokalfinale und verpasste 2011 am letzten Spieltag nur knapp den Meistertitel. Zur Saison 2011/12 übernahm er die Fußballauswahl Tuvalus, eines Nicht-FIFA-Mitgliedes. Dabei hilft er den Fußball in dem polynesischen Inselstaat zu strukturieren und steht dem Fußballverband beim Weg in die FIFA zur Seite. In seinem Debütspiel als Trainer besiegte Tuvalu die Nationalmannschaft von Samoa mit 3:0. Im Oktober 2015 kehrte de Haan als Interimstrainer zum SC Heerenveen zurück.

## Erfolge
- Eredivisie-Aufsteiger mit dem SC Heerenveen: 1993
- U-21-Fußball-Europameister: 2006, 2007